# Cantiga de amor
Cantiga de amor és un tipus de composició literària de l'edat mitjana, pròpia de la poesia galaicoportuguesa medieval. Deriva de la cançó de la literatura trobadoresca en occità. Quant a la temàtica, gairebé totes les composicions tracten el tema de la coita (tristesa) del poeta, causada pel desdeny o el rebuig (sanha) de la seva dama, a la qual es denomina en masculí (senhor) seguint usos propis de la literatura provençal.
Els termes del feudalisme es traslladen aquí, com en la cançó provençal, a l'experiència amorosa. Des del punt de vista mètric, sol tenir l'estructura pròpia de ll'anomenada cantiga de maestría: quatre estrofes de set versos octosíl·labs o decasíl·labs, amb l'estructura abbaccb, abbacca, ababcca, ababccb. Té una gran importància en elles el paral·lelisme. Alguns destacats conreadors de les cantigas d'amor van ser el rei de Portugal Don Denís, Pero da Ponte, Martim Soares i Paio Soares de Taveirós.